# Entre-deux-mers (AOC)
Pour la région, voir Entre-deux-Mers.
L’entre-deux-mers est un vin français d'appellation d'origine contrôlée produit sur la majeure partie du vignoble de l'Entre-deux-Mers. L'appellation comprend également la dénomination géographique entre-deux-mers-haut-benauge, qui ne comprend que des vins blancs.
L’Entre-deux-Mers est aussi le nom de la région du Bordelais délimitée par la Dordogne au nord et la Garonne au sud, qui se rejoignent pour former l'estuaire de la Gironde avant de se jeter dans l'Atlantique. La vigne y tient une place importante.
Le vignoble de l'Entre-deux-Mers (l'une des subdivisions du vignoble de Bordeaux) contient d'autres AOC :
- en blanc sec : premières-côtes-de-bordeaux, côtes-de-bordeaux-saint-macaire, sainte-foy-côtes-de-bordeaux, entre-deux-mers haut-benauge, bordeaux-haut-benauge et graves-de-vayres ;
- en blanc moelleux : premières-côtes-de-bordeaux, bordeaux-haut-benauge, graves-de-vayres (rare) et sainte-foy-côtes-de-bordeaux (rare) ;
- en blanc liquoreux : cadillac, loupiac, sainte-croix-du-mont et sainte-foy-côtes-de-bordeaux (rare) ;
- en rouge : cadillac-côtes-de-bordeaux, sainte-foy-côtes-de-bordeaux et graves-de-vayres.

On y produit également du bordeaux générique, notamment du bordeaux-clairet.

## Historique
Le début du développement du vignoble est présenté comme remontant au XIe siècle, lié aux bénédictins de l'abbaye de La Sauve-Majeure (à La Sauve, en plein milieu de l'Entre-deux-Mers). En 1870, la surface cultivée du vignoble de l'Entre-deux-Mers dépasse les 70 000 hectares, mais elle est ravagée par le phylloxéra, notamment à partir de 1876, d'où une nette réduction de la surface viticole.
Un arrêt du tribunal civil de Libourne du 28 octobre 1924 réserve l'appellation « Entre-Deux-Mers » aux vins blancs et rouges produits dans le département de la Gironde entre la rive gauche de la Dordogne et la rive droite de la Garonne. Puis l'appellation entre-deux-mers est reconnue officiellement par le décret du 31 juillet 1937, mais uniquement en blanc. Ce décret est modifié en février 1946 (modification de l'aire d'appellation), en février 1947 (règles de taille), en 1953 (limitation de la production aux seuls vins blancs secs), en 1955 (création de la dénomination haut-benauge), en septembre 1963 (teneur en sucre et degré d'alcool), en décembre 1977, en octobre 2009, en novembre 2011 (passage en AOP), en novembre 2013, en août 2015, en avril 2019 et en août 2023 (retrait d'Arbis et de Cantois de l'aire d'appellation ; retrait du mauzac et du merlot blanc comme cépages autorisés ; autorisation du vin rouge).

## Vignoble
| \| Bordeaux Entre-deux-mers \| L'aire de production, entre Garonne et Dordogne. |
| Bordeaux Entre-deux-mers                                                        |

Selon les Douanes, la superficie revendiquée en 2023 sous l'appellation est de 1 804 hectares, dont 1 450,62 ha pour produire l'entre-deux-mers blanc, 77,09 ha pour l'entre-deux-mers haut-benauge et 276,91 ha pour l'entre-deux-mers rouge.

### Aire d'appellation
L'aire d'appellation concerne un total de 133 communes, excluant celles des appellations voisines (graves-de-vayres, sainte-foy-côtes-de-bordeaux, premières-côtes-de-bordeaux, cadillac-côtes-de-bordeaux, cadillac, loupiac, sainte-croix-du-mont et côtes-de-bordeaux-saint-macaire) : Ambarès-et-Lagrave, Artigues-près-Bordeaux, Auriolles, Bagas, Baigneaux, Baron, Bellebat, Bellefond, Beychac-et-Caillau, Blasimon, Blésignac, Bonnetan, Bossugan, Branne, Cabara, Cadarsac, Camarsac, Camiac-et-Saint-Denis, Camiran, Casseuil, Castelmoron-d'Albret, Castelviel, Caumont, Cazaugitat, Cessac, Civrac-sur-Dordogne, Cleyrac, Coirac, Coubeyrac, Courpiac, Cours-de-Monségur, Coutures, Créon, Croignon, Cursan, Daignac, Dardenac, Daubèze, Dieulivol, Doulezon, Escoussans, Espiet, Les Esseintes, Faleyras, Fargues-Saint-Hilaire, Flaujagues, Fossès-et-Baleyssac, Frontenac, Génissac, Gironde-sur-Dropt, Gornac, Grézillac, Guillac, Izon, Jugazan, Juillac, La Sauve, Ladaux, Lamothe-Landerron, Landerrouet-sur-Ségur, Lignan-de-Bordeaux, Listrac-de-Durèze, Loubens, Loupes, Lugaignac, Lugasson, Madirac, Martres, Mauriac, Mérignas, Mesterrieux, Mongauzy, Monségur, Montagoudin, Montignac, Montussan, Morizès, Mouliets-et-Villemartin, Moulon, Mourens, Naujan-et-Postiac, Nérigean, Neuffons, Pompignac, Porte-de-Benauge, Le Pout, Pujols, Le Puy, Rauzan, La Réole, Rimons, Romagne, Roquebrune, Ruch, Sadirac, Saint-Antoine-du-Queyret, Saint-Aubin-de-Branne, Saint-Brice, Saint-Exupéry, Saint-Félix-de-Foncaude, Saint-Ferme, Saint-Genès-de-Lombaud, Saint-Genis-du-Bois, Saint-Germain-du-Puch, Saint-Hilaire-de-la-Noaille, Saint-Hilaire-du-Bois, Saint-Jean-de-Blaignac, Saint-Léon, Saint-Loubès, Saint-Martin-de-Lerm, Saint-Martin-du-Puy, Saint-Michel-de-Lapujade, Saint-Pey-de-Castets, Saint-Pierre-de-Bat, Saint-Quentin-de-Baron, Saint-Sève, Saint-Sulpice-de-Guilleragues, Saint-Sulpice-de-Pommiers, Saint-Sulpice-et-Cameyrac, Saint-Vincent-de-Pertignas, Saint-Vivien-de-Monségur, Sainte-Florence, Sainte-Gemme, Sainte-Radegonde, Sallebœuf, Sauveterre-de-Guyenne, Soulignac, Soussac, Taillecavat, Targon, Tizac-de-Curton et Tresses.
La dénomination entre-deux-mers haut-benauge peut être produite sur huit communes : Escoussans, Gornac, Ladaux, Mourens, Porte-de-Benauge, Saint-Pierre-de-Bat, Soulignac et Targon.

### Encépagement
La production d'entre-deux-mers blanc est autorisée avec comme cépages principaux (au moins 70 %) la muscadelle B, le sémillon B, le sauvignon B et le sauvignon gris G ; comme cépages accessoires le colombard B et l'ugni blanc B. Le plus utilisé est le sauvignon, souvent assemblé avec du sémillon.
Pour faire du vin rouge, sont autorisés comme cépages principaux le cabernet sauvignon N, le cabernet franc N, le côt N (ou malbec), le merlot N et le petit verdot N, avec comme cépage accessoire le carménère N. Dans la pratique, l'entre-deux-mers rouge est issu d'un assemblage merlot, cabernet sauvignon et cabernet franc.

## Vins

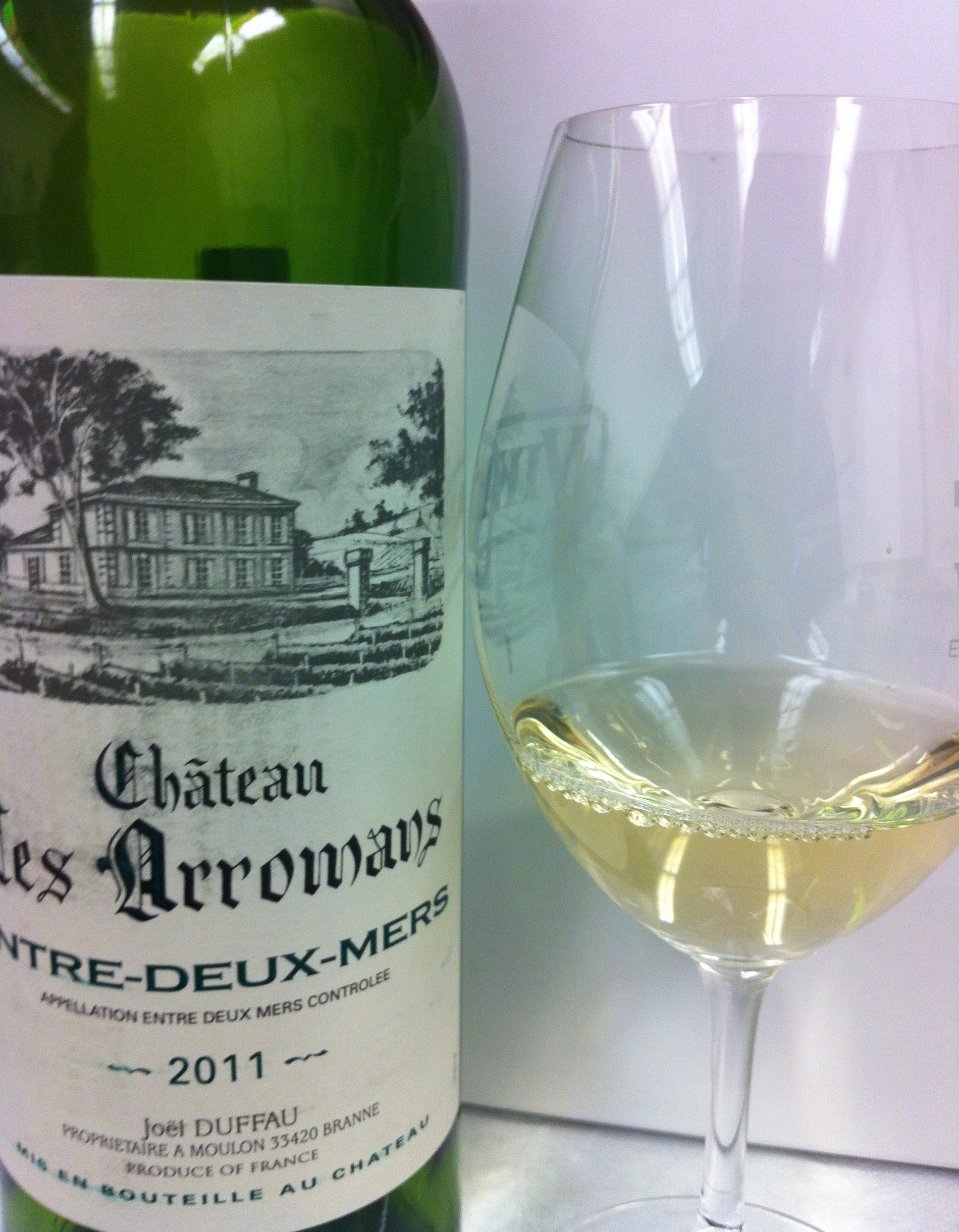
Une bouteille et un verre d'entre-deux-mers.

La production déclarée en 2023 a été d'un total de 92 147 hectolitres (un hectolitre = 100 litres = 133 bouteilles de 75 cl), dont 79 338 hl d'entre-deux-mers blanc, 3 562 hl d'entre-deux-mers haut-benauge et 9 247 hl d'entre-deux-mers rouge (premier millésime). À titre de comparaison, en 2005 la production était de 80 239 hl (sur 1 389 ha et uniquement en blanc).

### Rendements
Les rendements maximum autorisés par le cahier des charges sont de 65 hectolitres par hectare en blanc et de 55 hl/ha en rouge ; les rendements butoirs sont de 75 hl/ha en blanc et de 65 hl/ha en rouge. Les rendements moyens déclarés récemment sont :
- pour l'entre-deux-mers blanc[17] :

| Année | Superficie (ha) | Production (hl) | Rendement (hl/ha) |
| ----- | --------------- | --------------- | ----------------- |
| 2019  | 1 596           | 86 448          | 54                |
| 2020  | 1 566           | 87 038          | 56                |
| 2021  | 1 490           | 70 848          | 48                |
| 2022  | 1 528           | 71 825          | 47                |
| 2023  | 1 451           | 79 338          | 55                |
| 2024  | 1 262           | 62 725          | 50                |

- pour l'entre-deux-mers rouge (premier millésime en 2023)[17] :

| Année | Superficie (ha) | Production (hl) | Rendement (hl/ha) |
| ----- | --------------- | --------------- | ----------------- |
| 2023  | 277             | 9 247           | 33                |
| 2024  | 138             | 4 641           | 34                |

- pour l'entre-deux-mers haut-benauge[17] :

| Année | Superficie (ha) | Production (hl) | Rendement (hl/ha) |
| ----- | --------------- | --------------- | ----------------- |
| 2019  | 76              | 3 367           | 45                |
| 2020  | 61              | 2 949           | 49                |
| 2021  | 70              | 2 328           | 33                |
| 2022  | 61              | 2 618           | 43                |
| 2023  | 77              | 3 562           | 46                |
| 2024  | 45              | 2 207           | 49                |

### Dégustation

#### Vin blanc
Les entre-deux-mers blancs peuvent être de styles assez différents, en fonction du sol, de l'exposition, du travail à la vigne, du millésime, du rendement, de l'assemblage (plus ou moins de sémillon et de sauvignon), de la vinification et de l'élevage. Une robe de couleur jaune pâle, ce vin peut être décrit comme parfois un peu fruité (agrumes ou fruit de la passion), ou végétal (genêt, buis), floral (fleur d'acacia) ou minéral (pierre à fusil). La bouche est souvent vive, acidulée, mais certains sont décris comme plus complexes.
Le caractère des entre-deux-mers varie notamment en fonction du terrain. Les vins issus de sols à dominante argilo-calcaire se distinguent par l'équilibre et l'étoffe de leur palais, comme par la finesse de leur bouquet. Les terrains argilo-siliceux donnent aux vins un côté ample et coulant. Les boulbènes apportent au vin un palais délicat et léger qui contraste avec le bouquet, marqué par une fraîcheur florale.
Les entre-deux-mers blancs sont à boire jeunes, frais (7 à 8 °C), avec par exemple des huîtres, du poisson grillé, ou des crustacés.

#### Vin rouge
L'appellation n'existant en rouge que depuis 2023, les notes de dégustation sont récentes et relativement rares. Le cahier des charges imposant 21 mois d’élevage avant la mise en marché, ce vin n'est disponible que depuis janvier 2025.
Les vins rouges de l’Entre-deux-Mers sont caractérisés par une couleur soutenue, pourpre dans leur jeunesse, rouge rubis à leur apogée et qui évolue vers des teintes grenat en prenant de l’âge.
L'arômes dominés par les fruits rouges, peut se complexifier par des variantes fermentaires et boisées délicates. Le bouquet peu à peu engendre l'apparition des nuances aromatiques de sous-bois, voire légèrement truffées ou mentholées. Chez certains une note empyreumatique (torréfié, grillé) se distingue alors. Le retour aromatique permet de consolider la dominante fruitée du vin.
On retrouve une forte présence de merlot, qui confère aux vins une texture ronde et une expression fruitée marquée, souvent dominée par des arômes de cerise et de fruits rouges mûrs. Les cabernets sauvignon et franc viennent apporter structure, finesse et parfois une touche épicée ou réglissée. La bouche est fraîche, structurée et souple, malgré la trame tannique caractéristique. La présence saline en finale ajoute du relief et de la vivacité.